# Кејхусрев I
Кејхусрев I (ст. тур. كَیخُسرو,  тур. I. Keyhüsrev, грч. Καϊχοσρόης Α΄) или пуним именом Гијас ад-Дин Кејхусрев ибн Килиџ Арслан (ст. тур. غياث الدٖين كيخسرو بن قلج ارسلان, тур. Gıyaseddin Keyhüsrev bin Kılıç Arslan), био је селџучки румски султан у два наврата (1192—1196) и (1205—1211). Током његове друге владавине Румски султанат бележи велики успон, који је од њега учинио регионалну силу каква је била пре дугог периода грађанског ратова који су уследили непосредно након смрти султана Килиџa Арслана II.
Био је син румског султана Килиџа Арслана II, кога је и наследио на престолу, и жене византијског порекла. Име Кејхусрев је добио по јунаку из персијског епа Шахнаме. Кејхусрев је стекао одлично образовање током свог одрастања. Поред свог матерњег турског, течно је говорио персијски, арапски и грчки језик. За очева живота је добио на управу Кутахју.
После очеве смрти 1192. године је, тврдећи да га је отац прогласио наследником на самртној постељи, умарширао у Конију и преузео власт. Сматравши да полажу исто ако не и веће право на престо, његова браћа су се побунила и избио је грађански рат. Његов старији брат Сулејман, господар Токата, пошто је освојио Сивас и Аксарај, ушао је у Конију 1196. године. Пошто је изгубио власт, Кејхусрев се склонио у Византију.
Бивши султан је живео у Константинопољу од 1197. до 1203. године, где је вероватно чак и био крштен. У поеми коју је писао током овог изгнанства, Кејхусрев упоређује своју судбину са Џамшидом, јунаком из епа Шахнаме који је живео у прогонству пошто је изгубио своје божанске моћи. Услед доласка крсташа Четвртог крсташког рата под Константинопољ, Кејхусрев је напустио град заједно са својим доброчинитељем византијским царем Алексијем III Анђелом и својим тастом Манојлом Маврозомом.
Године 1204. умро му је брат Сулејман и румски султан је постао његов малолетни син Килиџ Арслан III. Користећи ову нестабилност која је завладала у султанату, Кејхусрев је уз помоћ плаћеника свог таста 1205. године ушао у Конију и поново преузео власт у султанату. Чим се учврстио на престолу, он је 1207. године освојио Аталију, чиме је султанат добио излазак на Средоземно море, и предао град заједно са Колосом и Лаодикијом тасту као цену помоћи.
Другу Кејхусревову владавину је на унутрашњем плану обележио културни успон. Рахат ал-судур, историју Селџучког царства и његовог распада, на персијском је написао Мухамед бин Али Раванди и посветио султану. На спољашњем плану, његову владавину је обележила свакако офанзива против Никејског царства.
Бугарска експанзија на Балкану и преврат у Румском султанату у Анадолији омогућили су формирање византијске државе-континуитета, Никејског царства. Односи Никеје и Кејхусрева били су од самог почетка затегнути, јер је Никејско царство препречило пут надирању Селџука ка малоазијској обали. Посредовањем Млетачке републике султан је 1209. године закључио тајни савез са са константинопољским Латинским царством. Са своје стране никејски цар Теодор I Ласкарис је ступио у везу са јерменском краљевином у Киликији, такође угроженом од стране Румског султаната.
Ускоро је, после дужег лутања по Грчкој, на Кејхусревов двор дошао бивши цар Алексије III. Тражећи да Теодор Ласкарис уступи царски престо Алексију, султан је сада могао да својим освајачким намерама да вид легитимности. У пролеће 1211. год. дошло је до крваве битке код Антиохије на Меандру. Малобројне трупе никејског цара, чије је језгро сачињавао одред од 800 латинских најамника, трпеле су тешке губитке, али је селџучка војска, пошто је Кејхусрев био убијен у двобоју са Теодором Ласкарисом, била поражена. Кејхусревово тело је пренето у Конију и сахрањено у породичној гробници.
Исход битке није имао теже последице по земљу. Кејхусрева је на престолу наследио син Кејкавус I, који је склопио мир с Никејом. Успон румског султаната настављен је у наредном периоду.
Кејхусрев је имао барем три сина:
- Кејкавуса I (1180—1220), свог наследника;
- Кејкубада I (1190—1237), сина кћери Манојла Маврозома и султана (1220—1237);
- Музафар ал-Дин Нумана.